# قرار مجلس الأمن التابع للأمم المتحدة رقم 109
قرار مجلس الأمن التابع للأمم المتحدة رقم 109، الذي اعتمد في 14 ديسمبر 1955، بعد تلقي تعليمات من الجمعية العامة للنظر في طلبات العضوية من ألبانيا، النمسا، بلغاريا، كمبوديا، سيلان، فنلندا، المجر، ايرلندا، إيطاليا، الأردن، لاوس، ليبيا، ونيبال، البرتغال، رومانيا، وإسبانيا، وأوصى المجلس بقبول جميع البلدان المذكورة أعلاه في الأمم المتحدة.
اعتمد القرار بثمانية أصوات. امتنعت بلجيكا والصين والولايات المتحدة.